# Sportzentrum Graz-Weinzödl

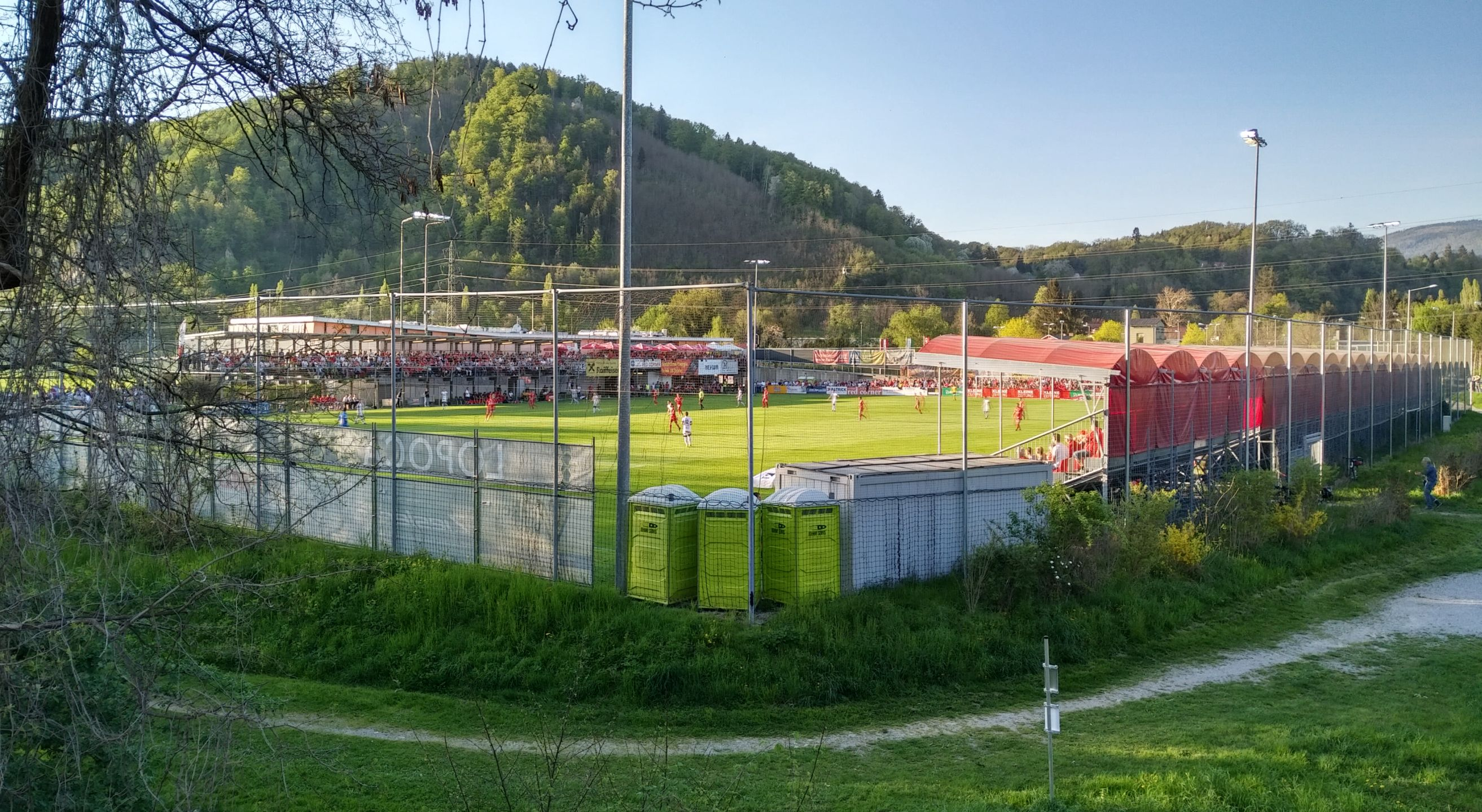
Sportzentrum Weinzödl, Spielfeld mit Tribüne

Das Sportzentrum Graz-Weinzödl ist eine auf 67.000 m² angelegte Sportanlage im Norden von Graz.
2004 wurde die Anlage als GAK-Trainingszentrum eröffnet. Der damalige Bundesliga-Verein trug die Spiele zu diesem Zeitpunkt im Liebenauer Stadion aus, finanzierte aber das Trainingszentrum als Ersatz für das vereinseigene Stadion in der Körösistraße 57, seit 1902 Heimstätte und zu diesem Zeitpunkt noch als Trainingsplatz genutzt, und im folgenden Jahr mit Wohnungen verbaut wurde.
Die Anlage selbst besteht aus vier Naturrasenplätzen und einem Kunstrasenplatz (jeweils mit Flutlicht), dazu ein Tormann-Trainingsbereich (Naturrasen), ein "Ausdauerhügel" sowie ein Hartplatz. Im Hauptgebäude mit angeschlossener Zuschauertribüne sind ein Restaurant, Konferenzräume, Büros, Umkleiden und 11 Spieler-Homes (mit 22 Betten) sowie 2 Trainer-Ruheräume untergebracht.
Nach dem Konkurs der Fußballsektion des GAK ging das Trainingszentrum zunächst an eine Investorengruppe und wurde letztlich nach einigen Diskussionen im Juni 2013 von der Stadt Graz übernommen und von der Messe Congress Graz Betriebsgesellschaft betrieben. Pläne der Stadt, weitere Ballsportarten anzusiedeln, wurden aus finanziellen Gründen zunächst nicht weiter verfolgt, und 2019 als Ballpark Graz unweit des Trainingszentrums umgesetzt.
Weiterhin dominiert die Nutzung durch den GAK und dessen Jugendsportverein, den GAK-Juniors. Nach dem Abstieg in die Regionalliga blieb der GAK zunächst in Graz-Liebenau, trug aber bereits einzelne Spiele im Sportzentrum Weinzödl aus.
Seit dem Neustart in der 1. Klasse fanden die Heimspiele des GAK 1902 ausschließlich im Sportzentrum Weinzödl statt. Dazu wurde mit Hilfe der Fans an der Ost-Seite eine zusätzliche Tribüne aufgebaut um die Zuschauerkapazität zu erhöhen.
2019 sollten die Westtribüne umgebaut und die Stehplatztribüne überdacht werden. Von den dafür veranschlagten 1,4 Millionen € wollte der GAK 300.000 € selbst beisteuern. Die Spielstätte sollte damit die Anforderungen der 2. Liga erfüllen, falls der GAK aufsteigen sollte. Allerdings scheiterte dieses Projekt letztlich an überhöhten Kosten zur Einhaltung der Platz-Regularien. Deshalb spielt der GAK, dem der Aufstieg in die 2. Liga gelang, seit der Saison 2019/20 seine Heimspiele im Stadion Liebenau. Seit der Saison 2021/22 spielt (neben den Amateuren und der U19) mit den GAK Frauen wieder eine Kampfmannschaft des GAK 1902 auf Platz 1 in Weinzödl.
Der Jugend-Fußballverein GAK-Juniors nutzt ein Gebäude am nördlichen Ende des Sportzentrums als Klubhaus, der GAK 1902 hat eine ehemalige Gaststätte in unmittelbarer Nähe des Sportzentrums als Vereinslokal ("Club 1902") adaptiert und 2021 zu einem Fancenter umgebaut. Die Büroräumlichkeit des GAK 1902 liegen seit 2019 gegenüber dem Funktionsgebäude in den ehemaligen Räumlichkeiten der IMG (Adresse: Weinzödl 6).